# ادوارد فنچ آدامی
ادوارد فنچ آدامی (انگلیسی: Eddie Fenech Adami؛ زادهٔ ۷ فوریهٔ ۱۹۳۴) یک سیاست‌مدار اهل مالت است.